# Медаль военнопленного (США)
Медаль Военнопленного (англ. Prisoner of War Medal) — военная награда США. Учреждена указом президента Рональда Рейгана от 8 ноября 1985 года. Медалью награждаются американские военнослужащие, попавшие в плен к противнику в ходе военных конфликтов и операций после 5 апреля 1917 года. При этом понятие «противник» не обязательно подразумевает наличие открытых боевых действий; например, медалью был награждён Фрэнсис Гэри Пауэрс, пилот ЦРУ, сбитый над СССР в мае 1960 года и осуждённый советским судом.

## История
Первоначально была учреждена как медаль Торгового флота для награждения членов экипажей потопленных противником гражданских судов США и оказавшихся в плену в период с 7 декабря 1941 по 15 августа 1945 г.
Позднее статут медали был поднят до уровня военной награды и награждение ею было распространено на военнослужащих.

## Критерии награждения
Награждаются военнослужащие, оказавшиеся в плену во время выполнения боевого задания.
Для награждения этой медалью способ освобождения из плена не играет роли, но если будет доказано, что, находясь в плену, военнослужащий сотрудничал с противником или нарушил Кодекс поведения военнослужащего, то он может быть лишен этой награды.

## Описание
Медаль военнопленного представляет собой круглую бронзовую медаль диаметром 1 3/8 дюйма (около 3,5 см). На лицевой стороне медали изображён белоголовый орлан с распростёртыми крыльями, являющийся национальным символом США. По краям медали, вдоль окружности, изображена колючая проволока и острия штыков, направленные к центру медали.
В верхней части оборотной стороны медали — выполненная вдоль дуги, вдоль верхнего края медали, надпись «НАГРАЖДЁН» (англ. «AWARDED TO»). Ниже надписи «НАГРАЖДЁН» расположено пустое пространство, в котором гравируется имя награждённого, ниже места для имени — располагаемая в 3 прямые строки надпись «ЗА ДОСТОЙНУЮ СЛУЖБУ — ВО ВРЕМЯ — НАХОЖДЕНИЯ В ПЛЕНУ» (англ. «FOR HONORABLE SERVICE – WHILE A – PRISONER OF WAR»), под надписью размещён геральдический щит Большой печати США. Форма щита — треугольная (старофранцузская), щит расположен симметрично относительно вертикальной оси медали. В нижней части оборотной стороны медали — выполненная вдоль дуги, вдоль нижнего края медали, надпись «СОЕДИНЁННЫЕ ШТАТЫ АМЕРИКИ» (англ. «UNITED STATES OF AMERICA»).
Медаль прикрепляется к пятиугольной колодке, обтянутой муаровой лентой.
Ширина ленты медали — 1 3/8 дюйма (около 35 мм). На ленте девять полос, расположенных симметрично относительно центральной оси, слева направо: красная (англ. old glory red) шириной 1/16 дюйма (1,6 мм), белая (англ. white) шириной 3/32 дюйма (2,4 мм), синяя (англ. old glory blue) шириной 1/16 дюйма, белая шириной 1/8 дюйма (3,2 мм), центральная чёрная (англ. old glory black) широкая (11/16 дюймов, 1,75 мм) полоса. Затем узкие полосы повторяются в обратном порядке: белая (1/8 дюйма), синяя (1/16 дюйма), белая (3/32 дюйма), красная (1/16 дюйма).

### Порядок ношения
Как и все американские медали (кроме Медали почёта), Медаль военнопленного носится на левой стороне груди, вместо медали может носиться лента награды. При наличии других наград располагается в установленном порядке старшинства.